# Heinz Kühnau
Heinz Kühnau (* 7. August 1921 in Großkayna; † 28. November 1982) war ein deutscher FDGB-Funktionär und SED-Funktionär. Er war von 1973 bis März 1982 Vorsitzender des FDGB-Bezirksvorstandes Magdeburg.

## Leben
Kühnau, Sohn einer Arbeiterfamilie, besuchte die Grundschule und erlernte den Beruf des Schlossers. Er arbeitete anschließend als Schlosser und Schweißer im Mineralölwerk Lützkendorf und gehörte als KPD-Mitglied zur Widerstandsgruppe um Otto Gotsche und Herbert Kittelmann. Von 1943 bis 1945 leistete er Kriegsdienst bei der Wehrmacht und geriet in amerikanische Kriegsgefangenschaft.
Nach seiner Entlassung arbeitete er 1945/46 erneut als Schlosser und Schweißer im Mineralölwerk Lützkendorf. 1946 wurde er Mitglied der SED und des FDGB. 1946/47 war er Betriebsratsvorsitzender, 1947/48 stellvertretender Leiter der Abteilung Kader. 1948/49 studierte er an der Deutschen Verwaltungsakademie in Forst Zinna. 1949/50 wirkte er als Kulturdirektor des VEB Sprengstoffwerk Schönebeck, 1950/51 als Kaderleiter der VVB Organa Halle. 1951/52 studierte er an der Parteihochschule „Karl Marx“. Anschließend war er 1953/54 Abteilungsleiter beim Rat des Bezirks Magdeburg. Von 1954 bis 1956 war er Sekretär der Stadtleitung der SED Magdeburg, dann von 1956 bis 1960 Abteilungsleiter für Wirtschaftspolitik in der SED-Bezirksleitung Magdeburg. Zwischen 1960 und 1963 war er persönlicher Referent des Ersten Sekretärs der SED-Bezirksleitung Alois Pisnik. Von 1963 bis 1967 fungierte er erneut als Abteilungsleiter für Wirtschaftspolitik. Von 1967 bis Juni 1973 war er Erster Sekretär der SED-Kreisleitung Schönebeck (Nachfolger des verstorbenen Karl-Heinz Ahl) und von Juni 1973 bis März 1982 Vorsitzender des FDGB-Bezirksvorstandes Magdeburg sowie Mitglied der SED-Bezirksleitung und ihres Sekretariats. Von 1977 bis 1982 war Kühnau zudem Mitglied des Bundesvorstandes des FDGB.

## Auszeichnungen
- Vaterländischer Verdienstorden in Silber (1969)
- Artur-Becker-Medaille in Gold (1971)
- Orden „Banner der Arbeit“ Stufe II (1977)
- Fritz-Heckert-Medaille in Gold (1979)